# Gåva till dig
Gåva till dig è l'album di debutto del gruppo musicale svedese CC & Lee, pubblicato il 25 febbraio 2009 su etichetta discografica Lionheart International.

## Tracce
1. Förlorad utan dig – 3:13 (Amir Aly, Maciel Numhauser, Robin Abrahamsson)
2. Himlen kan vänta – 3:08 (Kalle Kindbom, Thomas G:son)
3. Ingenting är större – 3:16 (Kalle Kindbom, Mats Tärnfors)
4. Kan du se genom tårarna – 3:19 (Kent Liljefjäll, Ulf Georgsson)
5. Leende guldbruna ögon – 2:43 (Alton Delmore, Simon Arthur, Olle Bergman)
6. Alltid inom mig – 4:41 (Johnny Christopher, Mark James, Wayne Carson Thompson, Dan Hylander)
7. Gåva till mig – 3:17 (Calle Kindbom)
8. You're the Inspiration – 4:17 (Peter Cetera, David Foster)
9. Jag ger dig allt – 3:16 (Cecilia Furlong)
10. Hav till land – 3:51 (Lena Ström)
11. Inget stoppar oss nu – 3:12 (Lasse Holm, Ingela Forsman)
12. I Will Always Love You – 4:29 (Dolly Parton)

## Classifiche
| Classifica (2009) | Posizione massima |
| ----------------- | ----------------- |
| Svezia            | 9                 |